# تپه بالداره
تپه بالداره مربوط به هزاره ۱و است و در شهرستان سقز، بخش زیویه، روستای کوچه طلا واقع شده و این اثر در تاریخ ۲۳ شهریور ۱۳۸۲ با شمارهٔ ثبت ۱۰۰۷۰ به‌عنوان یکی از آثار ملی ایران به ثبت رسیده است.